# Necati Özçağlayan
Necati Özçağlayan (ur. 15 maja 1953 w Trabzonie) – turecki piłkarz występujący na pozycji obrońcy.

## Kariera klubowa
Özçağlayan przez całą karierę grał w Trabzonsporze. Jego barwy reprezentował w latach 1973–1986. W tym czasie zdobył z nim mistrzostwo Turcji (1976), trzy Puchary Turcji (1977, 1978, 1984), a także sześć Superpucharów Turcji (1976, 1977, 1978, 1979, 1980, 1983).

## Kariera reprezentacyjna
W reprezentacji Turcji Özçağlayan zadebiutował 12 października 1975 roku w zremisowanym 2:2 towarzyskim meczu z Rumunią. W latach 1975–1981 w drużynie narodowej rozegrał 22 spotkania.